# Trường vectơ

Trường vectơ được cho bởi các vectơ có dạng (−y, x)

Trong toán học và vật lý, trường vectơ là một kết cấu trong giải tích vectơ gán tương ứng một vectơ cho mỗi điểm trong (một tập mở của) không gian Euclid, hay trong một đa tạp vi phân.
Các trường vectơ thường được dùng trong vật lý để miêu tả, ví dụ, tốc độ và hướng của một chất lưu trong không gian, hoặc độ lớn và hướng của một lực nào đó, như lực từ hay lực hấp dẫn, khi nó thay đổi tùy thuộc vào vị trí.

## Mô tả trừu tượng
Một trường véc-tơ trên một đa tạp cũng là một nhát cắt của phân thớ véc-tơ {\displaystyle TM\to M}.

### Trường vectơ Hamilton của một đa tạp Riemann
Xét một đa tạp Riemann {\displaystyle (M,g)}. Trường vectơ Hamilton của nó là một trường vectơ {\displaystyle H} trên không gian tiếp tuyến toàn thể {\displaystyle TM}, tức là một nhát cắt của phân thớ vectơ {\displaystyle T(TM)}. {\displaystyle H} bảo tồn độ lớn của vectơ tiếp tuyến: nó mô tả các đường trắc địa trên {\displaystyle M} với tốc độ không đổi.